# ブートフスカヤ線
ブートフスカヤ線（ブートフスカヤせん、ロシア語: Бу́товская ли́ния）はモスクワ地下鉄の路線の一つである。モスクワ地下鉄12号線とも呼ばれ、2003年に開通した。ビツェフスキー公園駅（Би́тцевский парк）とブニンスカヤ・アレヤ駅（Бу́нинская алле́я）を結ぶ。総延長距離は10 km、7つの駅がある。2012年の年間利用者数は1770万人である。

## 駅
- ビツェフスキー公園駅（Би́тцевский парк）
- レソパルコヴァヤ駅（Лесопа́рковая）
- ウーリツァ・スタロカチャロフスカヤ駅（У́лица Ста́рокачаловская）
- ウーリツァ・スコベレフスカヤ駅（У́лица Ско́белевская）
- ブルヴァール・アドミララ・ウシャコワ駅（Бульва́р Адмира́ла Ушако́ва）
- ウーリツァ・ゴルチャコワ駅（У́лица Горчако́ва）
- ブニンスカヤ・アレヤ駅（Бу́нинская алле́я）

## 乗換
|   | 接続路線                                 | 乗換駅                               |
| - | ---------------------------------------- | ------------------------------------ |
| 6 | カルーシュスコ＝リーシュスカヤ線         | ビツェフスキー公園駅                 |
| 9 | セルプホーフスコ＝チミリャーゼフスカヤ線 | ウーリツァ・スタロカチャロフスカヤ駅 |